# Maria Palmira Tito de Morais
Maria Palmira Tito de Morais (Lisboa, Portugal, 24 de fevereiro de 1912 – 10 de março de 2003) foi uma professora de enfermagem, consultora da OMS e activista feminista, antifascista e pacifista portuguesa.

## Biografia

### Nascimento e Família
Nascida em Lisboa, a 24 de fevereiro de 1912, Maria Palmira de Macedo Tito de Morais era filha de Carolina de Antas de Loureiro de Macedo e de Tito Augusto de Morais, almirante e herói do 5 de outubro de 1910. Era irmã do dirigente socialista Manuel Alfredo Tito de Morais e do professor catedrático do Instituto de Medicina Tropical e militante socialista Augusto Tito de Morais.

### Educação
Em 1935, com 23 anos, terminou o curso superior de Canto do Conservatório Nacional de Lisboa. Decidida a prosseguir os seus estudos, escolheu seguir Enfermagem, conseguindo uma bolsa de estudo, pela Fundação Rockefeller, para ingressar na Case Western Reserve University, em Cleveland, estado de Ohio, nos Estados Unidos da América. Obteve o diploma de Enfermagem em 1938 e, no ano seguinte, a especialização em Enfermagem de Saúde Pública, na Universidade de Toronto, no Canadá.

### Carreira
De regresso a Portugal, em setembro de 1939, foi nomeada pela Direcção-Geral da Saúde para integrar a equipa fundadora do Centro de Saúde de Lisboa, cujo principal objectivo visava revolucionar os cuidados de saúde em bairros carenciados da capital, através da criação de postos de protecção à infância e de dispensários de higiene social. Um ano depois, foi nomeada professora de Enfermagem de Saúde Pública na então recém-criada Escola Técnica de Enfermagem.

### Ativismo
De ideais feministas, pacifistas e antifascistas, durante a década de 1940, Maria Palmira Tito de Morais ingressou na Associação Feminina Portuguesa para a Paz (APFF) e no Movimento de Unidade Democrática (MUD) pouco após a sua fundação, sendo convidada a integrar a respectiva Comissão Feminina. Durante esse período conviveu e trabalhou ao lado das activistas Maria Isabel Aboim Inglez, Maria Lamas, Elina Guimarães, Maria da Graça Amado da Cunha, Maria Keill, Cesina Bermudes, Clementina Carneiro de Moura, Manuela Porto, Francine Benoit, Ilse Losa, Maria Barroso, Virgínia Moura ou Stella Piteira Santos, entre muitas outras ativistas portuguesas, para além de ter desenvolvido uma intensa acção política, tendo participado na campanha eleitoral da candidatura do general Norton de Matos à Presidência da República ou em várias acções de protesto contra as prisões políticas realizadas pelo Estado Novo. Colaborou também com vários periódicos, escrevendo artigos pedagógicos para os jornais e revistas Seara Nova, Gazeta Médica Portuguesa ou Os Nossos Filhos, dirigido por Maria Lúcia Vassalo Namorado.

### Perseguição Política
Devido às suas acções políticas e conhecida militância no MUD, num acto de assédio e perseguição política, a 14 de fevereiro de 1949, Maria Palmira Tito de Morais foi demitida do Centro de Saúde de Lisboa, onde exercia o cargo de responsável pela administração dos serviços de enfermagem de Saúde Pública e pela formação dos estudantes de Enfermagem. Um ano depois, a 13 de fevereiro de 1950, Fernando Pires de Lima, então ministro da Educação Nacional, declarou que Maria Palmira Tito Morais e outros professores visados pelas suas ideologias políticas estavam impedidos de exercer quaisquer funções em qualquer outro organismo do Estado.
Apesar da perseguição, a professora e activista, que já havia ingressado poucos anos antes na Faculdade de Letras da Universidade Clássica de Lisboa, obteve mesmo assim, em 1951, a licenciatura em Ciências Históricas e Filosóficas, tendo sido colega de Mário Soares. Após terminar o curso, visto estar impedida de trabalhar na área de Medicina ou da Educação em Portugal, partiu para o estrangeiro.

### Exílio
Durante a década de 1950, e a viver fora de Portugal, foi convidada a integrar o quadro dos Consultores da Organização Mundial de Saúde (OMS), em Genebra, na Suíça, tendo desempenhado, até 1972, várias missões em países do Médio Oriente, Extremo Oriente, América Central, América do Sul, Norte de África e Europa. Realizou palestras, discursou em conferências e realizou inúmeras acções no terreno, defendendo sempre a importância da pedagogia da enfermagem e da implementação de novos métodos de administração na saúde pública.
Em 1959, tirou o mestrado em Pedagogia Social na Universidade de Columbia de Nova lorque.
Após a sua aposentação da OMS, exerceu como consultora do Conselho Mundial de Enfermeiras e da Federação Internacional de Associações e de Sindicatos de Enfermagem, regressando novamente ao seu país em 1977.

### Regresso a Portugal
Somente após a Revolução de 25 de abril de 1974, Maria Palmira Tito de Morais foi reintegrada no seu antigo cargo de professora da Escola Técnica de Enfermagem, desempenhando-o até 1982, ano em que se aposentou. Dois anos depois, participou ainda como consultora dos Ministérios da Saúde e da Educação.

### Morte
Maria Palmira Tito de Morais faleceu a 10 de março de 2003, com 91 anos de idade. Nunca se casou ou deixou descendência directa.

## Homenagens e Legado
Ainda em vida, em 1980, foi-lhe conferido o grau de Grande Oficial da Ordem do Infante D. Henrique e, em 1987, o grau de Comendador da Ordem da Liberdade.
Em 1991, recebeu o prémio da Associação dos Antigos Alunos do Colégio de Professores da Universidade de Columbia de Nova Iorque, pelo seu trabalho no âmbito da Educação em Enfermagem a nível internacional.
Postumamente, no dia 27 de junho de 2019, a Associação Tito de Morais promoveu, em Lisboa, um colóquio de homenagem a Maria Palmira Tito de Morais.